# Gossweilerodendron balsamiferum
Gossweilerodendron balsamiferum là một loài thực vật có hoa trong họ Đậu. Loài này được (Vermoesen) Harms miêu tả khoa học đầu tiên.